# Säynäsemä
Säynäsemä är en sjö i kommunen Lieksa i landskapet Norra Karelen i Finland. Sjön ligger 139,2 meter över havet. Den är 9,1 meter djup. Arean är 1,65 kvadratkilometer och strandlinjen är 13,96 kilometer lång. Sjön  ingår i Vuoksens huvudavrinningsområde.   Den ligger omkring 98 kilometer nordöst om Joensuu och omkring 470 kilometer nordöst om Helsingfors. 
I sjön finns öarna Utriaisensaari, Kattilasaari och Teerisaari. 